# Melanophloea
Melanophloea är ett släkte av svampar. Melanophloea ingår i familjen Thelocarpaceae, klassen Leotiomycetes, divisionen sporsäcksvampar och riket svampar.
|              | Thelocarpon                            |
|              |                                        |
| Melanophloea | \| \| Melanophloea montana \| \| \| \| |
|              | \| \| Melanophloea montana \| \| \| \| |
|              | Sarcosagium                            |
|              |                                        |
|              | Melanophloea montana                   |
|              |                                        |

|  | Melanophloea montana |
|  |                      |